# Az utolsó balkáni nagyúr
Az utolsó balkáni nagyúr (eredeti címen: Le dernier seigneur des Balkans) francia-görög-spanyol-lengyel-bolgár minisorozat, amely Necati Cumalı hasonló című regényéből készült.

## Szereplők
- Arnaud Binard: Zülfikar bej
- Marilita Lambropoulou: Pembe
- Mathieu Delarive: Rasit
- Melissandre Meertens: Eszma
- Michaël Cohen: Szulejmán
- Vagelisz Rokosz: Hikmet
- Sztratosz Tzortzoglou: Takisz
- Candela Fernández: Myriam